# الاشار
الاشار (به لاتین: Alaşar) یک منطقهٔ مسکونی در جمهوری آذربایجان است که در شهرستان جلیل‌آباد واقع شده‌است.

## خصوصیات
الاشار ۳۷۲ نفر جمعیت دارد.